# Рома Форнс
Рома Форнс (ісп. Romà Forns, нар. 1886 — пом. 26 квітня 1942, Барселона) — іспанський футболіст, що грав на позиції нападника. По завершенні ігрової кар'єри — футбольний тренер.
Присвятив своє футбольне життя «Барселоні», в якій був гравцем, а потім і головним тренером.

## Ігрова кар'єра
У дорослому футболі дебютував 1904 року виступами за команду клубу «Барселона», кольори якої і захищав протягом усієї своєї кар'єри гравця, що тривала десять років.
За збірну Каталонії Форнс провів 4 матчі, включаючи гру 12 грудня 1912 року проти збірної Франції, яка стала першою грою Каталонії з командою не з Іспанії, але в ті роки статистика велася не точно, а тому, є можливість, що Форнс провів набагато більше ігор,

## Кар'єра тренера
Після закінчення кар'єри став членом ради директорів «Барселони», а потім головним тренером команди, з яким «синьо-гранатові» виграли свій перший чемпіонський титул в Іспанії. Форнс — перший іспанський і каталонський тренер, який очолював «Барселону». Під час кар'єри гравця, Форнс допоміг «Барсі» п'ять разів виграти чемпіонат Каталонії і один Кубок Короля.
Помер 26 квітня 1942 року на 56-му році життя у місті Барселона.

## Досягнення

### Як гравець
- Чемпіон Каталонії: 1905, 1909, 1910, 1911, 1913
- Володар Кубка Іспанії: 1910, 1913

### Як тренер
- Чемпіон Каталонії: 1928
- Чемпіон Іспанії: 1929
- Володар Кубка Іспанії: 1928